# Motor de combustió

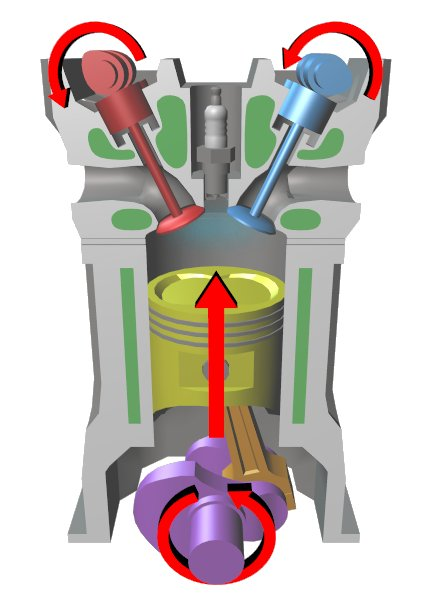
Cicle de quatre temps en un motor de combustió interna.

Un motor de combustió és un mecanisme que produeix una força motriu a través de la transformació de l'energia d'un combustible.

## Tipus de motors de combustió
Tots els motors es componen d'una maquinària i un fluid de treball. El fluid de treball, normalment un gas, és el que transporta la calor del focus calent al focus fred de manera que obtenim un treball. En particular, els motors de combustió utilitzen com a focus calent una reacció química exotèrmica o combustió.
Segons com utilitzem aquest fluid de treball, podem classificar els motors.

### Segons el cicle

#### De cicle tancat
El fluid de treball es recicla entre el focus fred i el focus calent, sempre és el mateix gas.
Així es pot utilitzar un fluid "de disseny", CFC's, Sodi líquid, Mercuri, CO₂ etc.. però el problema és que hem de refredar el fluid en un focus fred.

#### De cicle obert
El fluid de treball s'agafa de l'exterior, s'escalfa, passa al focus fred i s'allibera a l'atmosfera. En cada cicle, el fluid de treball és renovat.
El fluid de treball sempre serà l'aire de l'atmosfera i hem de treballar amb les propietats d'aquest, l'avantatge és que no ens hem de preocupar del focus fred.

### Segons la combustió

#### De combustió externa
Els gasos resultants de la combustió no entren dins del motor. Serveixen per escalfar al fluid de treball mitjançant un intercanviador de calor. Exemples: (cicle obert) màquina de vapor, Motor Ericsson, Motor Manson, (cicle tancat) Motor Stirling, turbines de vapor.

#### De combustió interna
Els gasos resultants de la combustió formen part del fluid de treball del motor. Exemples: motors Otto, Dièsel, turbines de gas (reactors). Tots ells de cicle obert.
Els motors de combustió externa funcionen amb el vapor que es produeix quan es crema el combustible del fogar d'una caldera per escalfar aigua. La condensació del vapor es produeix al condensador, que és refredat per la circulació contínua d'aigua freda.

### Exemples
En els trens de vapor, utilitzen un forn per escalfar una caldera plena d'aigua. És el vapor generat el que entra dins dels pistons i efectua el treball, no el fum de la combustió. A més és de cicle obert per què un cop utilitzat el vapor, es llença a l'exterior, s'ha de repossar més aigua per generar més vapor.
Alguns reactors nuclears utilitzen Sodi com a fluid de treball. S'escalfa en el reactor es vaporitza i s'injecta directament en les turbines. Òbviament, no es deixa escapar a l'atmosfera, si no és refredat amb intercanviadors de calor amb aigua de mar, el vapor condensa i es torna a reutilitzar. Tot i no ser un motor de combustió, és de cicle tancat.

### Motors de combustió interna
En el cas dels automòbils el pistó està unit a una biela i aquesta fa de palanca sobre un cigonyal que és un eix que converteix el moviment lineal en un moviment continu de rotació.

### Motors de quatre temps
1. Fase d'admissió per succió d'aire i combustible

1. Admissió
2. Compressió
3. Explosió
4. Escapament.

2. Fase de compressió amb la vàlvula tancada
3. Fase d'explosió o combustió quan s'arriba a la màxima relació de compressió
4. Fase d'expulsió de gasos

### Motors de dos temps
El motor de dos temps és un realitza les quatre etapes (admissió, compressió, expansió i escapament) en dos moviments lineals del pistó (una volta dels cigonyal). Es diferencia del motor de quatre temps en què aquest últim realitza les quatre etapes en dues revolucions del cigonyal.